# Херсонска област (Русија)
Херсонска војно-грађанска администрација (рус. Херсонская военно-гражданская администрация, укр. Херсонська військово-цивільна адміністрація, скраћено Херсонска ВГА) јесте окупациона управа Руске Федерације на територији Херсонске области Украјине, настала након пада града Херсона и већег дела области, што је довело до де факто контроле територија области од стране руских власти и њених оружаних снага.
Средином маја 2022. године, руководство Херсонске војно-грађанске администрације изразило је намеру да регион буде припојен Русији.

## Позадина
Руске снаге су 24. фебруара 2022. године покренуле инвазију на Украјину. Борбе су почеле широм Херсонске области, што је резултирало вишеструким победама Русије. Руске снаге су 2. марта заузеле главни град области, Херсон, започевши војну окупацију града и области.

## Окупација
Након успостављања контроле над Херсонско облашћу, на територији града руске снаге су успоставиле следећа правила:
- улазак у град дозвољен је само за камионе са храном, лековима и сл.;
- поштовање полицијског часа од 20:00 до 06:00 часова;
- дозволу за кретање јавног превоза, као и превоза који опслужује пекару, продавнице, апотеке;
- кретање цивила по граду је дозвољено у групама од највише две особе, забрана било каквих провокативних радњи у односу на руско војно особље, заустављање на захтев;
- ограничења брзине кретања аутомобила, спремних за преглед на захтев;
- кретање аутомобила искључиво током дана.

Дана 4. марта 2022. године обустављено је емитовање украјинских ТВ канала, уместо тога обезбеђена је руска мрежа за емитовање.
У Херсону су 5. марта одржани протести против руске окупације, а BBC је, позивајући се на локалне изворе, јавио да руски војници имају списак украјинских активиста које желе да киднапују.
Према подацима Генералштаба Оружаних снага Украјине, током протеста је приведено најмање 400 држављана Украјине.
Дана 12. марта је, према саопштењу украјинских власти, почела припрема и планирање референдума о проглашењу „Херсонске Народне Републике“. Тако је заменик председника Херсонског обласног савета Сергеј Кан рекао да је „руска војска позвала све чланове савета са питањем о „спремности за сарадњу“. Истог дана, на хитном састанку Херсонског обласног савета, усвојена је резолуција којом се забрањује организовање таквог референдума и проглашава неважећим.
У Херсону су 13. марта поново одржани проукрајински протести, као одговор, руске оружане снаге су употребиле шок бомбе, гумене метке и ватрено оружје против демонстраната, због чега је неколико људи повређено.

## Војно-грађанска администрација
Почетком априла руске заставе су почеле да се користе и истичу на територији Херсонске области.
Дана 26. априла, и локалне власти и руски државни медији известили су да су руске трупе заузеле седиште градске администрације и да су именовале бившег агента КГБ-а Александра Кобеца за градоначелника Херсона и бившег градоначелника Херсона Владимира Саљдо за председника (гувернера) Херсонске војно-грађанске администрације. Следећег дана, украјински генерални тужилац је рекао да су војници употребили сузавац и шок бомбе да растерају проукрајински протест у центру града.
Као показатељ намераваног одвајања од Украјине, 28. априла нова Војно-грађанска администрација објавила је да ће од маја званична валута региона бити руска рубља. Поред тога, позивајући се на извештаје о дискриминација русофоног становништва, потпредседник администрације Кирил Стремоусов рекао је да „реинтеграција Херсонске области назад у нацистичку Украјину не долази у обзир“.
Дана 29. априла, Владимир Саљдо је изјавио да ће званични језици Херсонске области бити и руски и украјински и да ће банка из Јужне Осетије ускоро отворити 200 филијала у Херсонској области.
Дана 1. маја усвојен је четворомесечни план за потпуни прелазак на руску рубљу. Истовремено, украјинска гривна ће четири месеца остати званична валута заједно са рубљом.
Дана 7. маја усвојен је нови грб, заснован на грбу Херсона из времена Руске Империје из 1803. године.
Стремоусов је 8. маја најавио да ће област ускоро почети да издаје руске пасоше.
У граду је 9. маја одржана манифестација Бесмртни пук поводом прославе Дана победе. Коришћене су заставе победе и црвене заставе из совјетског доба.
Кирил Стремоусов је 11. маја 2022. године најавио спремност да се обрати председнику Владимиру Путину са захтевом да се Херсонска област припоји Руској Федерацији, уз напомену да неће бити стварања „Херсонске Народне Републике“ нити референдума по овом питању. Коментаришући ове изјаве, портпарол Кремља Дмитриј Песков је рекао да о овом питању треба да одлучују становници региона и да „ове судбоносне одлуке морају имати апсолутно јасну правну позадину, правно оправдање, бити апсолутно легитимне, као што је био случај са Кримом“.
Руска окупациона власт у Херсону тврди да је почела да извози прошлогодишње жито из Херсона у Русију. Ради се и на извозу семена сунцокрета.